# Schloß Pompon Rouge
Schloß Pompon Rouge ist eine deutsche Comedy-Erotikserie, die 1991 von der Synergy Film GmbH für RTL plus produziert wurde.

## Handlung
Deutschland im 18. Jahrhundert: Das kleine, unbedeutende Fürstentum Bommelroth wird von Marquis Henri (eigentlich Heinrich) Bommelroth regiert. Er und seine Gattin, die Marquise Marie-Antoinette (eigentlich Maria), orientieren sich an den höfischen Sitten von Versailles, wo Verschwendung, Luxus, Spielleidenschaft, Intrigen, Liebe und Laster vorherrschen.

## Produktion
Ursprünglich hatte RTL die Produktion von 52 Episoden geplant. Zu einer Umsetzung dieses Vorhabens kam es jedoch aufgrund von finanziellen Problemen und inhaltlichen Differenzen zwischen der RTL-Programmleitung und Produzent Jörn Schröder nicht.
Nach Schröders Ausscheiden wurden auch die von ihm bereits 22 hergestellten Folgen überarbeitet, 4 neue Folgen kamen hinzu. Dabei wurden von der neuen Produktionsfirma Caligari Film mehrere Rollen neu besetzt, Sibylle Rauch spielte eine weitere Mätresse des Marquis.

## Ausstrahlung
Die Erstausstrahlung von 22 Episoden erfolgte bei dem deutschen Privatsender RTL plus von September 1991 bis Mai 1992. Eine Wiederholung erfolgte beim Ballungsraumfernsehen Hamburg 1 von Juli bis Dezember 1997.

## Veröffentlichung auf VHS
1993 wurden die 26 Episoden der Serie auf insgesamt neun VHS-Kassetten veröffentlicht.